# Riesenantennenwels

Brachyplatystoma filamentosum mit erkennbar langen Barteln auf einem Fischmarkt

Der Riesenantennenwels (Brachyplatystoma filamentosum, engl. Goliath Catfish, port. Piraíba, lokal Piratinga, Pirananbu, Lau-Lau, in Guayana auch Kumakuma genannt) ist ein besonders großer Vertreter der Antennenwelse aus dem Amazonenstromsystem Südamerikas.

## Merkmale
Brachyplatystoma filamentosum ist ein sehr großer Antennenwels der eine maximale Körperlänge von 360 cm TL erreichen kann. Er ist einheitlich braun bis grau gefärbt, die Bauchseite ist weißlich. Die Barteln sind lang, die Maxillarbarteln reichen über den Ansatz der Rückenflosse bis zur Schwanzflosse. Eine kurze Fettflosse ist vorhanden, ihre Größe entspricht der der Afterflosse. Seine Augen sind klein, die Schnauze kurz, das Maul unterständig.

## Verbreitung
Der Riesenantennenwels kommt hauptsächlich in großen Strömen wie dem Rio Solimões und Amazonas in Peru und Brasilien vor. Nachgewiesen sind Bestände im Flusssystem des Amazonas wie dem Río Ucayali, Rio Tocantins, Rio Araguaia, Rio Teles Pires in Mato Grosso, Rio Xingú, außerdem im Orinoco und im Río Paraná bis Argentinien.

## Vorkommen und Lebensweise
Riesenantennenwelse leben in großen Süßwasserflüssen und deren Überschwemmungsgebieten bis zum Brackwasser an der Amazonasmündung, bevorzugt in Bereichen mit starken Strömungen, in Ausläufen von Stromschnellen und meist in großen Tiefen. Die Lebensweise der großen Raubfische wird als demersal und potamodrom beschrieben, da sie auf dem Weg zu ihren Laichgründen große Entfernungen zurücklegen können. Jungfische (port. filhotes) werden auch im Mündungsbereich der Flüsse gefangen. Zu ihrer Beute gehören Fische, Wasservögel aber in Ausnahmefällen auch Säugetiere wie kleinere Affenarten. In Relation zu ihrem hohen Körpergewicht haben die Fische ein stark ausgeprägtes Raubverhalten mit entsprechend hohem Futterbedarf. Im Ökosystem des Amazonas spielen sie ähnlich wie Piranhas eine bedeutende Rolle als „Aasfresser“ am Gewässergrund. Ihre größte Aktivität entwickeln Riesenantennenwelse überwiegend nachts, indem sie Beutefische in den von Sedimenten trüben Gewässern mit ihren Sinnesorganen orten. Während Jungfische noch eine helle Zeichnung mit Flecken auf dem Rücken und den Seiten zeigen, sind ältere Exemplare meist dunkelgrau gefärbt, als Anpassung am Leben in großen Tiefen am Gewässergrund. Riesenantennenwelse haben eine lederartige Haut und stachelartige Rückenflossen, die sie vor Raubfischen schützen können.
Große Exemplare leben hauptsächlich als Einzelgänger und sind nach zwei bis drei Jahren laichreif. Nach der Befruchtung übernehmen die Milchner die Brutpflege, indem sie das Gelege vor anderen Laichräubern bewachen. Die geschlüpfte Brut ernährt sich vom Detritus am Gewässergrund. Nach sechs bis acht Monaten sind ihre geschlechtsspezifischen Merkmale bereits ausgeprägt. In dieser Periode sind die Jungfische bevorzugte Beute von Raubfischen, Amazonas-Fischottern und fischfressenden Wasservögeln.

## Nutzung
Riesenantennenwelse werden mit Stellnetzen und Langleinen gefangen, ihr Fleisch gilt als hochwertig. Als Piraíba wird allerdings neben B. filamentosum auch B. capapretum gefangen. Eine Unterscheidung ist an den Zähnen der Praemaxillare möglich, allerdings wird der Kopf vor der Anlandung in der Regel entfernt, so dass beide Arten B. filamentosum zugerechnet werden. Vielerorts wie beispielsweise im Ballungsgebiet von Manaus und Belém sind die Bestände von Brachyplatystoma filamentosum bereits stark überfischt.
Für Sportfischer ist der Riesenantennenwels von lokaler Bedeutung. Auch als Aquarienfisch kommt er gelegentlich in den Handel.

## Vorurteile und Legendenbildung
Obwohl in seltenen Fällen menschliche Leichenteile in den Mägen der Fische gefunden wurden, sind Angriffe von Riesenantennenwelsen auf Menschen nicht bekannt. Tödliche Unfälle sollen sich ereignet haben, als Fischer von den sehr kräftigen Tieren ins Wasser gezogen wurden und ertranken.
Theodore Roosevelt berichtete 1914 in seinem Buch Through the Brazilian Wilderness, dass die großen Welse von Schwimmern gefürchtet seien, da die Fische mit ihrem großen Maul und ihrer Kraft stark genug wären, einen Menschen unter Wasser zu ziehen.
Einige indianische Mythen der Tupi-Guarani handeln vom Piraiba-Wels.